# Microtus clarkei
Microtus clarkei là một loài động vật có vú trong họ Cricetidae, bộ Gặm nhấm. Loài này được Hinton mô tả năm 1923.